# Anthocharis euphenoides
Anthocharis euphenoides (лат.) — вид дневных бабочек из рода зорек семейства белянок (Pieridae).

## Описание
Крылья у самцов сверху светло-желтые с зеленоватым оттенком, вершины передних крыльев красно-оранжевые, с внутренней стороны окаймлены чёрной поперечной полосой. У самок крылья сверху белые с сероватыми кончиками. Задние крылья снизу у обоих полов желтые с узором из пересекающихся светло-серых полосок.
Гусеница зеленоватая с желтыми и черными отметинами на спине, белыми боковыми полосами и крупными черными точками, голова зелёная. Куколка светло-бурая, иногда зелёная, очень сильно загнутая.

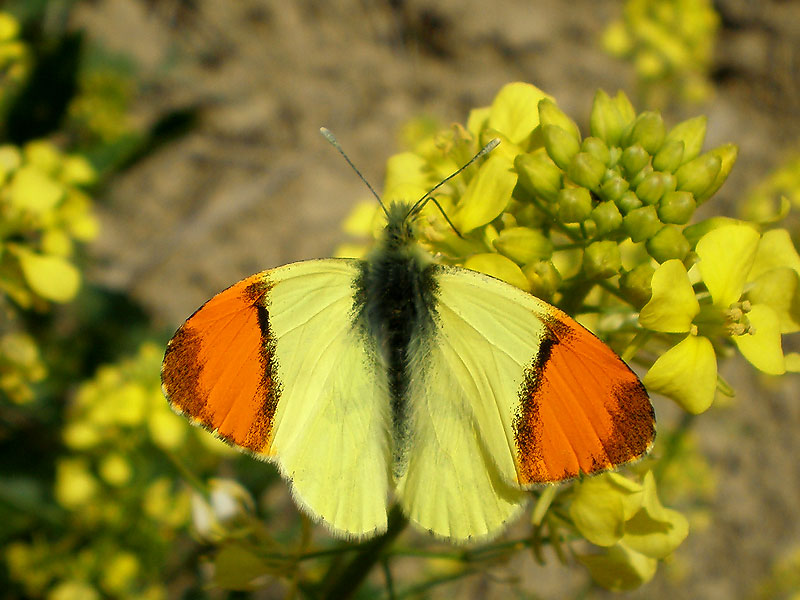
Самец, верхняя сторона крыльев

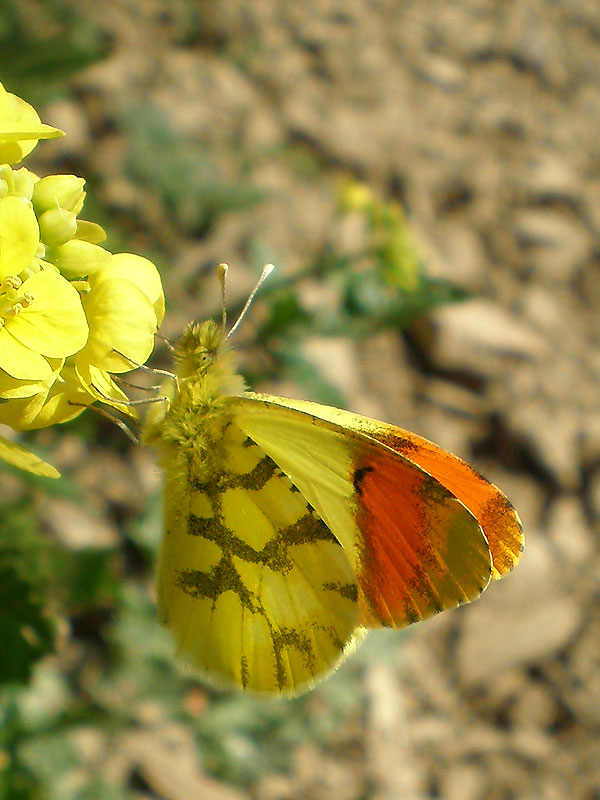
Самец, нижняя сторона крыльев

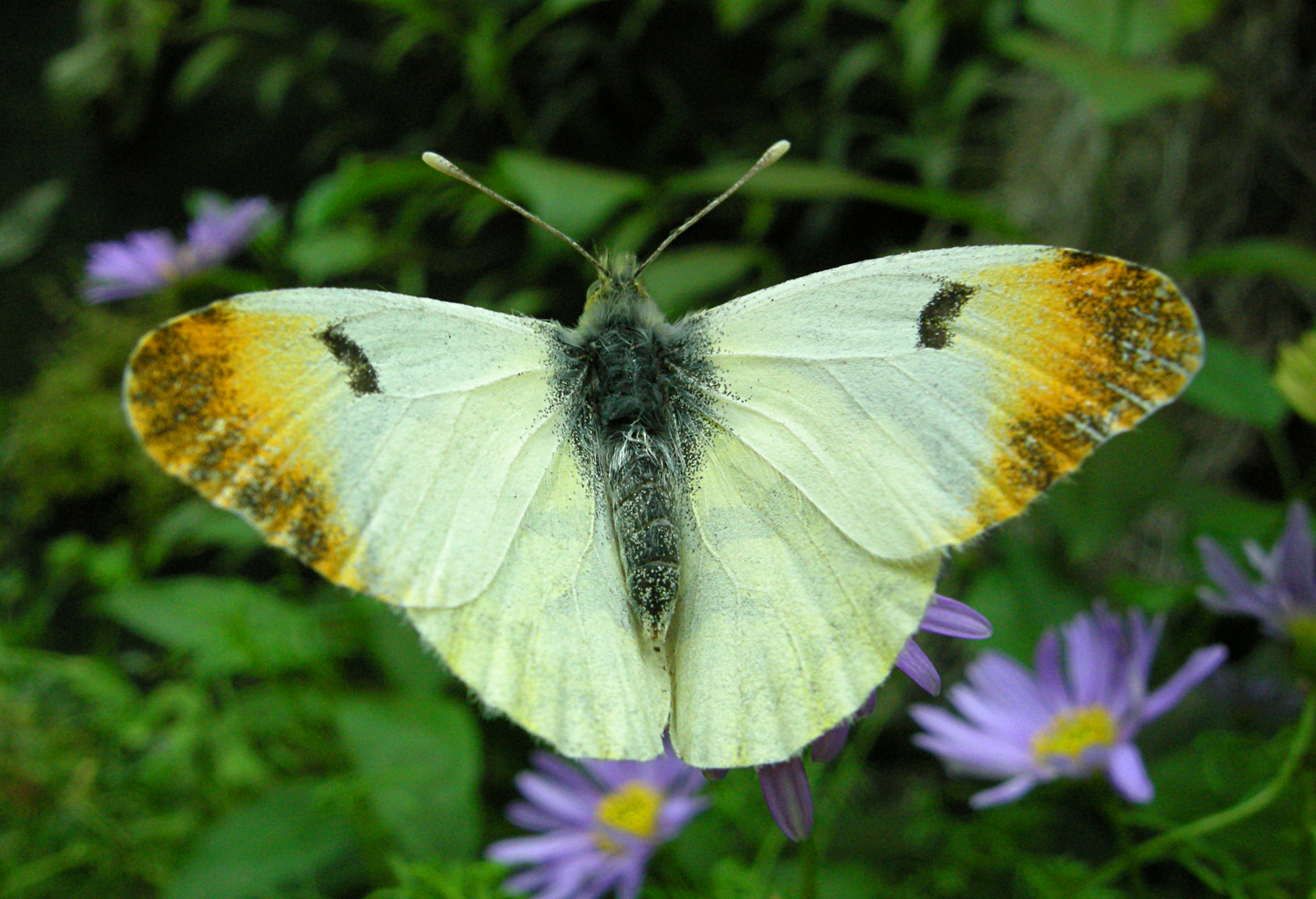
Самка

## Ареал
Западнопалеарктический северосредиземноморский вид, распространенный на юге Западной Европы — на большей части Пиренейского полуострова, кроме его западной части, и в северо-западном Средиземноморье — на юге Франции от Пиренеев до Альп, прилегающей части итальянских Альп и в центральной части Апеннинского полуострова, где места обитания разбросаны и очень локальны. На западе Пиренейского полуострова встречается только в окрестностях Лиссабона. Встречается на высотах от уровня моря до 1800 м.

## Места обитания
Бабочка Anthocharis euphenoides обитает в теплых сухих местах с богатой цветами травянистой растительностью и редкими кустами, на необрабатываемых землях, окраинах полей и сухих цветущих склонах. Места обитания: склерофильный кустарник (25 %), сухие известковые луга и степи (16 %), сухие кремнистые луга (16 %), фригана (8 %), альпийские и субальпийские луга (8 %), широколиственные листопадные леса (8 %), широколиственные вечнозеленые леса (8 %), удаленные от моря песчаные дюны (8 %). Самцы стараются избегать друг друга, занимая небольшую индивидуальную территорию в пределах общей среды обитания.

## Размножение
Яйца откладывает по нескольку штук на цветочные бутоны крестоцветных растений, по одним данным, исключительно на виды рода Biscutella, такие как Biscutella laevigata, Biscutella auriculata и Biscutella ambigua, по другим — также на гулявники Sisymbrium irio и Sisymbrium officinale. Гусеницы питаются этими растениями, однако среди них наблюдаются и случаи каннибализма. Этот вид зимует в виде куколки и дает одно поколение в год (моновольтинный вид). Бабочки появляются в разных частях ареала в разное время, в основном с конца марта по май. Однако на крайнем юге ареала в районе Гибралтара появляются уже с февраля, в то время как в горах их появление затягивается до июля.

## Классификация
Вид Anthocharis euphenoides ранее считался подвидом вида Anthocharis belia, распространенного в южном Средиземноморье на севере Африки.

## Охрана
Вид широко распространен в пределах своего ареала. В целом популяция вида оценивается как стабильная. В Португалии было зарегистрировано сокращение распространения или размера популяции на 6—30 %. Международным союзом охраны природы и природных ресурсов отнесен к видам, вызывающим наименьшие опасения. Этот вид встречается на ряде охраняемых территорий по всему ареалу.